# Preacher's Daughter
Preacher's Daughter is het debuutalbum van de Amerikaanse singer-songwriter en producer Ethel Cain . Het werd uitgebracht op 12 mei 2022 via haar onafhankelijke platenlabel Daughters of Cain. Het album werd volledig geschreven en geproduceerd door Cain, met assistentie van Steven Mark Colyer en Matthew Tomasi op bepaalde nummers.

## Promotie en release

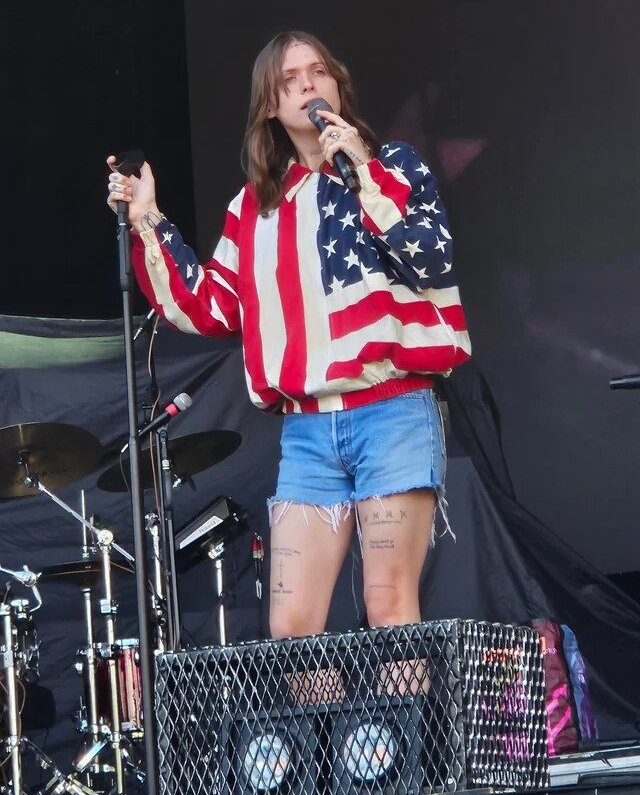
Cain treedt op in Gunnersbury Park tijdens haar concerttournee Blood Stained Blonde Tour (2023)

Het album werd vooraf gegaan door drie singels: Gibson Girl, Strangers en American Teenager. Ter promotie van het album ondernam Cain in 2022 tussen juli en december haar Freezer Bride Tour, die door Noord-Amerika en Europa voerde. In Nederland vond het concert op 3 december plaats in Paradiso in Amsterdam. In 2023 ondernam Cain haar tweede tournee, genaamd Blood Stained Blonde Tour, ter promotie van het album. Dit maal voerde de tour door Noord-Amerika, Europa en Oceanië. In Nederland trad Cain op tijdens het festival Down the Rabbit Hole en in België tijdens Pukkelpop.

## Tracklijst
| 1.                 | Family Tree (Intro) | 3:41 |
| 2.                 | American Teenager   | 4:18 |
| 3.                 | A House in Nebraska | 7:46 |
| 4.                 | Western Nights      | 6:05 |
| 5.                 | Family Tree         | 7:11 |
| 6.                 | Hard Times          | 5:03 |
| 7.                 | Thoroughfare        | 9:28 |
| 8.                 | Gibson Girl         | 5:42 |
| 9.                 | Ptolemaea           | 6:24 |
| 10.                | August Underground  | 3:40 |
| 11.                | Televangelism       | 3:03 |
| 12.                | Sun Bleached Flies  | 7:36 |
| 13.                | Strangers           | 5:44 |
| Totale duur: 75:42 |                     |      |